# José Vicente González Valle
José Vicente González Valle (La Guardia, Toledo; 5 de abril de 1935-23 de febrero de 2019) fue un musicólogo, documentalista, profesor y religioso español.

## Formación y primeros años
Nacido en el seno de una familia numerosa de ocho hermanos, recibió la primera formación en el Seminario Metropolitano de Toledo, donde también cursó sus estudios de Humanidades, Filosofía y Teología (1946-58). Realizó estudios de piano y armonía con el maestro de capilla de la Catedral de Toledo Isaac Feliz Blanco. También estudió Canto Gregoriano y Música antigua, a la "Escuela Superior de Música Sacra" del Seminario de Vitoria y en la Universidad de Salamanca, con profesores como Luis de Manzárraga, Samuel Rubio, Macario Santiago Kastner o Luis Urteaga Iturrioz.
En 1958 fue ordenado sacerdote en la catedral de Toledo, siendo su primer cargo de eclesiástico el de coadjutor-organista de la iglesia de Santo Tomé. Entre 1959 y 1964 se traslada a Madrid para ampliar sus estudios musicales en el Real Conservatorio Superior de Música de Madrid, donde cursará los estudios oficiales de contrapunto y fuga. En 1964 obtiene por oposición la plaza de beneficiado organista de la Catedral de "La Redonda" de Logroño y posteriormente ocupa en Zaragoza el cargo de beneficiado maestro de la catedral del Salvador de Zaragoza, conocida como "la Sede". Continúa su formación como compositor, realizando un curso de Composición con el maestro Fernando Remacha el Conservatorio Superior de Música de Navarra. Entre 1968 y 1975 se traslada a Alemania para realizar estudios de música y musicología en Múnich, gracias a una beca de la "Fundación Juan March" y el apoyo de la empresa muniquesa "Hans Loy". Mientras tanto, en 1973 obtuvo, también por oposición, el cargo de Canónigo Prefecto de Música de la Seo de Zaragoza que, desde entonces, conservará con carácter vitalicio.
Dispensado de las tareas catedralicias por su arzobispo, Pedro Cantero Cuadrado, continuó su formación en Múnich, donde amplió estudios de Composición, Técnica de Canto y Órgano, y se matricula en la Universidad Estatal Ludwigs-Maximilian de Múnich entre 1969 y 1974, donde obtiene el título de licenciado en "Filología del Latín Medieval - Románicas - Musicología", y posteriormente, el de doctor con su tesis doctoral, "Die Tradition des liturgischen Passionsvortrags in Spanien" ("la tradición del canto litúrgico de la Pasión en España"). Desde su regreso a España en 1975, ha mantenido contactos continuados con Alemania. En 1975 se vuelve a asentar en Zaragoza, lugar donde residiría hasta 1988. Colabora asiduamente a escala local impartiendo clases de la especialidad y numerosas conferencias, y publica varios artículos sobre música y musicología aragonesa en la revista semanal Andalán entre 1975 y 1980, así como en el periódico zaragozano el Día entre 1981 y 1983. Entre 1978 y 1983 finalizó sus estudios de grado superior en la especialidad de Órgano, en el Conservatorio Municipal de Música de Barcelona, con la profesora Montserrat Torrent y Serra, obteniendo el Título Superior de Órgano. Al mismo tiempo, también obtiene el Título Superior de Musicología en el Real Conservatorio Superior de Música de Madrid en 1982.

## Conferenciante, director de coro y concertista
Otras facetas suyas han sido la de conferenciante sobre polifonía clásica española, director de coros y concertista de órgano. Así, dirigió diversas formaciones vocales y realizó giras de conciertos por toda Europa, participando con éxito entre 1981 y 1982 en los Festivales de Música de Salzburgo, en Notre-Dame de París, en el Instituto Español de Cultura de París, ante Juan Pablo II en San Pedro del Vaticano, en la VII Semana de Música Barroca de Brescia en Italia, aparte de otros recitales por todo el territorio español, en Zaragoza, Huesca, Logroño, Madrid, Toledo y Barcelona; y también a Salzburgo en Austria; Múnich, Regensburg y Ausburgo en Alemania; París y Aviñón en Francia; y Brescia, Florencia y Roma en Italia. Participó activamente en la preparación y desarrollo del "I Congreso Nacional de la Sociedad Española de Musicología" en Zaragoza, en 1978. Fue miembro fundador, junto a los profesores Pedro Calahorra y José Luis González Uriol, de la "Sección de Música Antigua", de la "Institución Fernando el Católico" en 1978, y pertenece al Consejo Asesor de Nassarre. Revista Aragonesa de Musicología.

## Catalogador en Zaragoza
Desde 1985 dirigió y coordinó diversos proyectos de catalogación integral de los archivos de música de las catedrales de Zaragoza (El Pilar y La Seo). Junto a otros colaboradores como Antonio Ezquerro y Luís Antonio González Marín contribuyó en la elaboración de un catálogo informatizado de todo el material existente, de cerca de 14 000 obras desde finales del siglo XV hasta el presente, siguiendo las normas del RISM (Répertoire International des Sources Musicales), así como una base de datos que facilita la identificación de los músicos activos en las dos catedrales de la Sede y El Pilar, y el conocimiento de la práctica musical catedralicia a lo largo de estos siglos. Fue Catedrático de Estética e Historia de la Música del Conservatorio Estatal de Música de Zaragoza (1985-1988) y miembro del Comité Organizador del Congreso Internacional de Musicología "La Música Española del Renacimiento: Melchor Robledo" (Zaragoza, Institución Fernando el Católico, 1987).

## Responsabilidades en elSEdeM, elCSICy elRISM
En 1987 fue elegido vicepresidente de la Sociedad Española de Musicología (SEdeM) en Madrid. En marzo de 1988 obtuvo una plaza como Colaborador Científico del Consejo Superior de Investigaciones Científicas, siendo destinado a la Institución Milá y Fontanals, donde se convierte en Jefe de la Unidad Estructural de Investigación (UEI) de Musicología, heredera del antiguo "Instituto Español de Musicología", cargo que ejerce entre 1988 y 1994, hasta que esta Unidad se transforma en el Departamento de Musicología de la Institución Milá y Fontanals, donde continuará en la dirección desde su creación, en 1994, hasta 1999. A partir de 1988 se hace cargo de la dirección de la revista científica del CSIC Anuario Musical, responsabilidad que mantendrá hasta el 2014. También fue el responsable de la colección editorial "Monumentos de la Música Española" entre los años 1988 y 1998. Mientras estuvo al frente de la dirección de la UEI y el Departamento de Musicología de la Institución Milá y Fontanals se preocupó de organizar, ampliar y actualizar la biblioteca del Departamento y de dotarla de los medios técnicos informáticos más avanzados del momento para el desarrollo de la especialidad. Paralelamente preocuparse en intensificar las relaciones internacionales con otros centros de investigación nacionales y extranjeros, participando en proyectos conjuntos y colaborando en trabajos con investigadores y equipos de California (EE. UU.), Canadá, Israel, Portugal, Austria, Italia o Alemania.
Participó en la organización de varios congresos, seminarios y en la dirección de varios proyectos de investigación. En 1988, cuando empezó a residir en la Barcelona, participó en el Comité Organizador del Congreso Internacional "Higinio Angles y la Musicología Hispánica" y organizó y dirigió las "I Jornadas Internacionales del RISM". Gracias a su labor pudo crearse en España el "Grupo de Trabajo de Ámbito Estatal RISM-España" (Répertoire International des Sources Musicales) con carácter autónomo, en el que desde su fundación participan cuatro instituciones nacionales: el CSIC, a través de su Departamento de Musicología, las universidades estatales con cátedra de Musicología, el Ministerio de Cultura, a través del Centro de Información y Documentación de Archivos estatales, y la Conferencia Episcopal Española, a través del Secretariado Nacional de la Comisión Episcopal para el Patrimonio Cultural de la Iglesia. Desde el Grupo de Trabajo del RISM, en 1990, organizó y dirigió las "I Jornadas de Estudio y catalogación de Fuentes Musicales", como presentación del RISM-Internacional en España. En 1991 fue elegido presidente de RISM-España, cargo que ocupó hasta 1999, pasando entonces a ser Presidente Honorario de la asociación e instalándose en la Redacción Central del Grupo de Trabajo español en Barcelona. Ese mismo año fue miembro del Comité Organizador del Congreso Internacional "Pedrell y el nacionalismo musical". En 1992 fue nombrado miembro del "Consejo Nacional de la Música" del Ministerio de Cultura, ejerciendo hasta 1997. En 1993, con motivo de la celebración del cincuentenario de la fundación del antiguo Instituto Español de Musicología, organizó y dirigió en Barcelona el Simposio Internacional "el Instituto Español de Musicología del CSIC y la investigación sobre las fuentes musicales hispanas". El mismo año, actuó como miembro del Comité Organizador del Congreso Internacional "El barroco musical hispano" en Cardiff, Gran Bretaña. En 1995 fue nombrado Investigador Científico del CSIC y desde 1996, colaboró en seminarios de musicología histórica y tribunales de tesis doctoral en el Centro Superior de Estudios Musicales de la Universidad Autónoma de Madrid. En el ámbito de su faceta investigadora, dirigió durante largos años numerosos proyectos e investigación subvencionados, tanto nacionales como internacionales, como investigador principal.

## Reconocimientos
En 1983, el Ayuntamiento de Zaragoza lo reconoció como "Hijo Adoptivo de la Ciudad de Zaragoza" por su labor docente, investigadora y de interpretación de la música. En 1985 fue nombrado académico correspondiente de la "Real Academia de Ciencias Históricas de Toledo"; en 1988, académico numerario de la "Real Academia de Nobles y Bellas Artes de San Luís", en Zaragoza.